# François Le Friec
François Le Friec, né le 13 mai 1857 à Yvias (Côtes-du-Nord) et mort le 9 mars 1943 à Saint-Brieuc (Côtes-du-Nord), est un homme politique français.

## Biographie
Fils d'agriculteurs, il fait carrière dans l'administration des PTT, qu'il quitte en 1920 avec le grade d'inspecteur général. Conseiller municipal de Paimpol en 1923, il est député des Côtes-du-Nord de 1924 à 1928, inscrit au groupe de la Gauche républicaine démocratique.

## Sources
- « François Le Friec », dans le Dictionnaire des parlementaires français (1889-1940), sous la direction de Jean Jolly, PUF, 1960 [détail de l’édition]